# Sonja Sjöstrand
Sonja Anna Karolina Sjöstrand, född 17 mars 1907 i Simrishamn, Kristianstads län, död 9 juli 1987 i Tygelsjö i Malmö, var en svensk skådespelare.

## Biografi
Sjöstrand studerade vid Dramatens elevskola i slutet av 1920-talet. Hon var därefter engagerad vid olika teatrar i Sverige innan hon knöts till Helsingborgs stadsteater, där hon förblev verksam under återstoden av sin aktiva karriär. Sjöstrand är gravsatt i minneslunden på Sankt Pauli mellersta kyrkogård i Malmö.

## Filmografi
- 1944 – Skåningar
- 1945 – Fram för lilla Märta eller På livets ödesvägar
- 1951 – Dårskapens hus

## Teater

### Roller (ej komplett)
| År   | Roll                | Produktion                                                | Regi                   | Teater                         |
| ---- | ------------------- | --------------------------------------------------------- | ---------------------- | ------------------------------ |
| 1929 | Thérès Desmignères  | Äventyret Gaston Arman de Caillavet och Robert de Flers   | Karl Hedberg           | Dramaten                       |
| 1930 | En maskinskriverska | Topaze Marcel Pagnol                                      | Gustaf Linden          | Dramaten                       |
| 1930 | Antoinette Hortense | Ungkarlspappan Edward Childs Carpenter                    | Olof Molander          | Dramaten                       |
| 1931 | Judy                | Fadershjärtat W. Somerset Maugham                         | Alf Sjöberg            | Dramaten                       |
| 1931 | Sonia               | Fru Celias moral Benn W. Levy                             | Alf Sjöberg            | Dramaten                       |
| 1931 | Mrs Sanders         | Pickwick-klubben František Langer efter Charles Dickens   | Olof Molander          | Dramaten                       |
| 1932 | Maria Antonovna     | Revisorn Nikolaj Gogol                                    | Alf Sjöberg            | Dramaten                       |
| 1934 | Lucy                | Rivalerna Richard Brinsley Sheridan                       | Alf Sjöberg            | Dramaten                       |
| 1934 | Syster Mary         | Män i vitt Sidney Kingsley                                | Per Lindberg           | Vasateatern                    |
| 1935 | Miss Mopply         | För sant för att vara bra George Bernard Shaw             | Rudolf Wendbladh       | Helsingborgs stadsteater Turné |
| 1935 | Elsie               | Villa Guldregn J.B. Priestley                             | Rudolf Wendbladh       | Helsingborgs stadsteater       |
| 1940 | Winniefred          | Mammas förflutna Paul Osborn                              |                        | Vasateatern                    |
| 1944 | Edith               | Min fru går igen (Blithe Spirit) Noël Coward              | Per-Axel Branner       | Nya Teatern                    |
| 1948 |                     | Radiobragden Charlotte B Chorpenning                      | Georg Årlin Arne Lydén | Malmö stadsteater              |
| 1950 |                     | Midsommardröm i fattighuset Pär Lagerkvist                |                        | Malmö stadsteater              |
| 1950 |                     | De likgiltiga Alberto Moravia                             | Gösta Folke            | Malmö stadsteater              |
| 1950 |                     | Clérambard Marcel Aymé                                    | Gösta Folke            | Malmö stadsteater              |
| 1951 |                     | Å, en sån dag! Dodie Smith                                | Gunnar Ekström         | Malmö stadsteater              |
| 1951 |                     | Rosen Tennessee Williams                                  | Lars-Levi Laestadius   | Malmö stadsteater              |
| 1952 |                     | Hederligt folk Paul Vincent Carroll                       | Mats Johansson         | Malmö stadsteater              |
| 1952 |                     | Höfeber Noël Coward                                       | Oscar Ljung            | Malmö stadsteater              |
| 1952 |                     | Ett dockhem Henrik Ibsen                                  | Lars-Levi Laestadius   | Malmö stadsteater              |
| 1953 |                     | Som ni behagar William Shakespeare                        | Lars-Levi Laestadius   | Malmö stadsteater              |
| 1953 |                     | Mästerdetektiven Blomkvist på nya äventyr Astrid Lindgren | Bertil Norström        | Malmö stadsteater              |
| 1953 | Kristin             | Fröken Julie August Strindberg                            | Yngve Nordwall         | Malmö stadsteater              |
| 1953 |                     | Flickan och gudarna Bertolt Brecht och Paul Dessau        | Hans Dahlin            | Malmö stadsteater              |
| 1954 | Mrs. Dulcie Baxter  | Mollusken Hubert Henry Davies                             |                        | Fredriksdalsteatern            |
| 1958 | Emily               | Festen snart förbi Axel Strindberg                        | Kåre Santesson         | Borås kretsteater              |
| 1959 | Elizabeth           | Gasljus Patrick Hamilton                                  | Palle Granditsky       | Borås kretsteater              |
| 1959 | Fru Lycke           | Vin och vårlek Paul Willems och André Souris              | Anita Blom             | Borås kretsteater              |
| 1959 | Städerskan          | Född igår Garson Kanin                                    | Palle Granditsky       | Borås Kretsteater              |
| 1960 |                     | Mans kvinna Vilhelm Moberg                                | Anita Blom             | Borås kretsteater              |